# Московська (станція метро, Мінськ)
53°55′40″ пн. ш. 27°37′38″ сх. д. / 53.92778° пн. ш. 27.62722° сх. д.
Моско́вська (біл. Маско́ўская) — станція Мінськогого метрополітену на Московській лінії між станціями «Парк Челюскінців» та «Схід».

## Історія
Станція відкрита 30 червня 1984 року в складі першої черги. Побудована зі збірного залізобетону. До 31 грудня 1986 року була кінцевою станцією.
До 1984 року мала проєктну назву — «Волгоградська».

## Конструкція станції
Колонна трипрогінна мілкого закладення (глибина закладення — 7,9 м) з однією острівною платформою.

## Виходи
Виходи зі станції розташовані у підземному переході під перехрестям проспекту Незалежності та вулиць Волгоградської і Макайонка. Зі станції є можливість дістатися до кіностудії «Білорусьфільм», Московського автовокзалу, Білоруського аграрного університету та дитячої залізниці.

## Пересадки
- Московський автовокзал
- А: 13, 25, 34, 35, 37, 64, 80, 91, 95, 100, 113с, 115э, 145с, 165

## Галерея

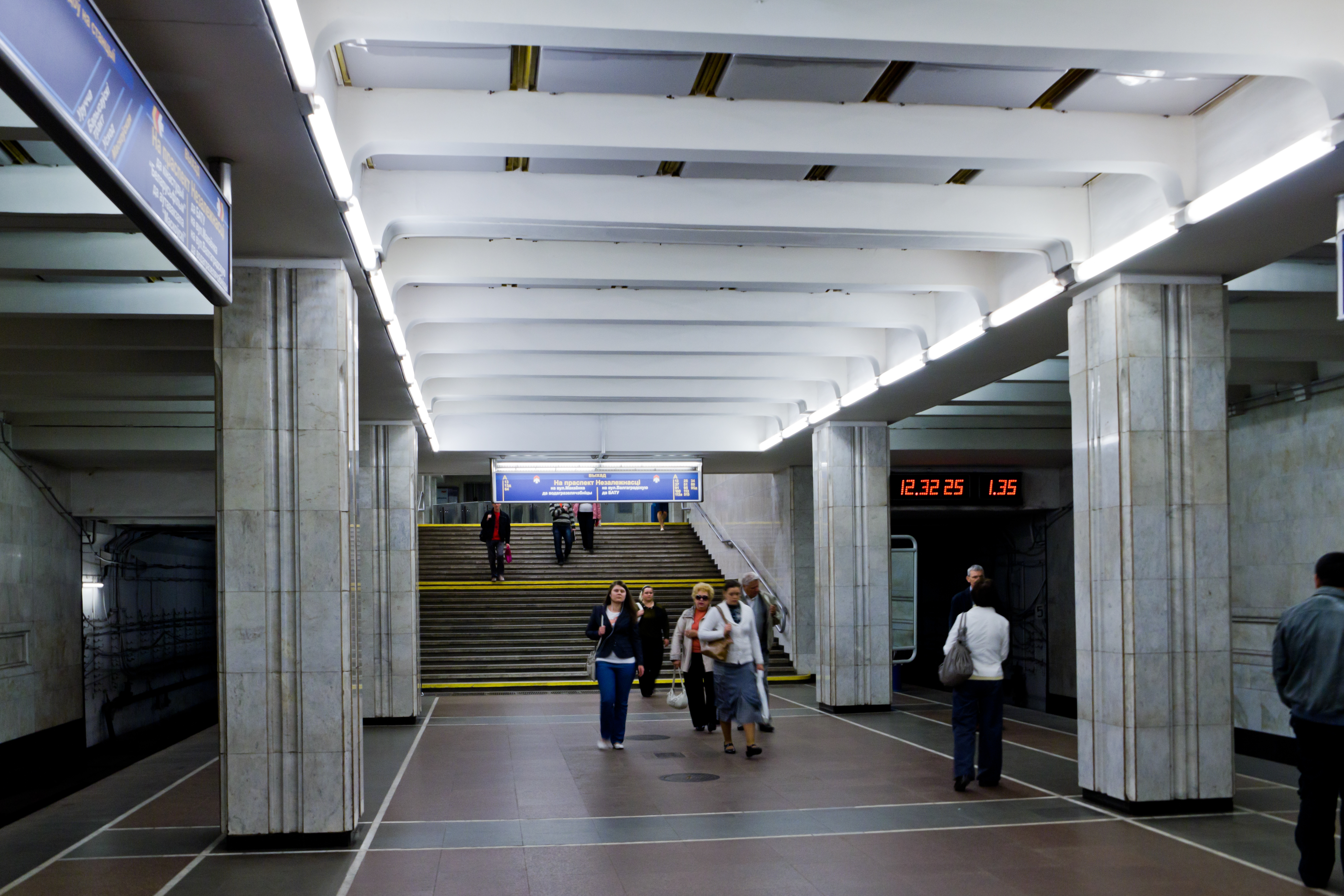
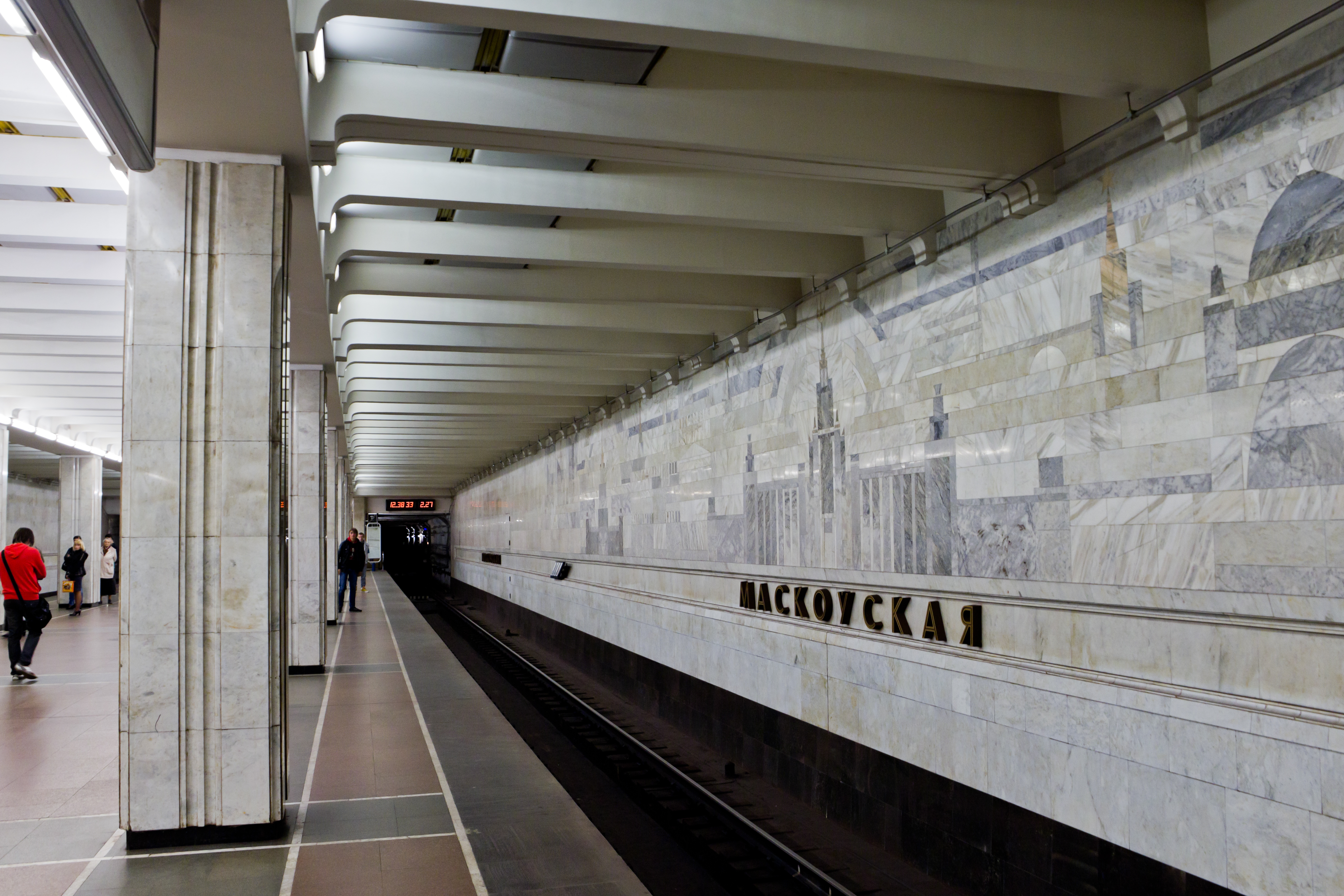
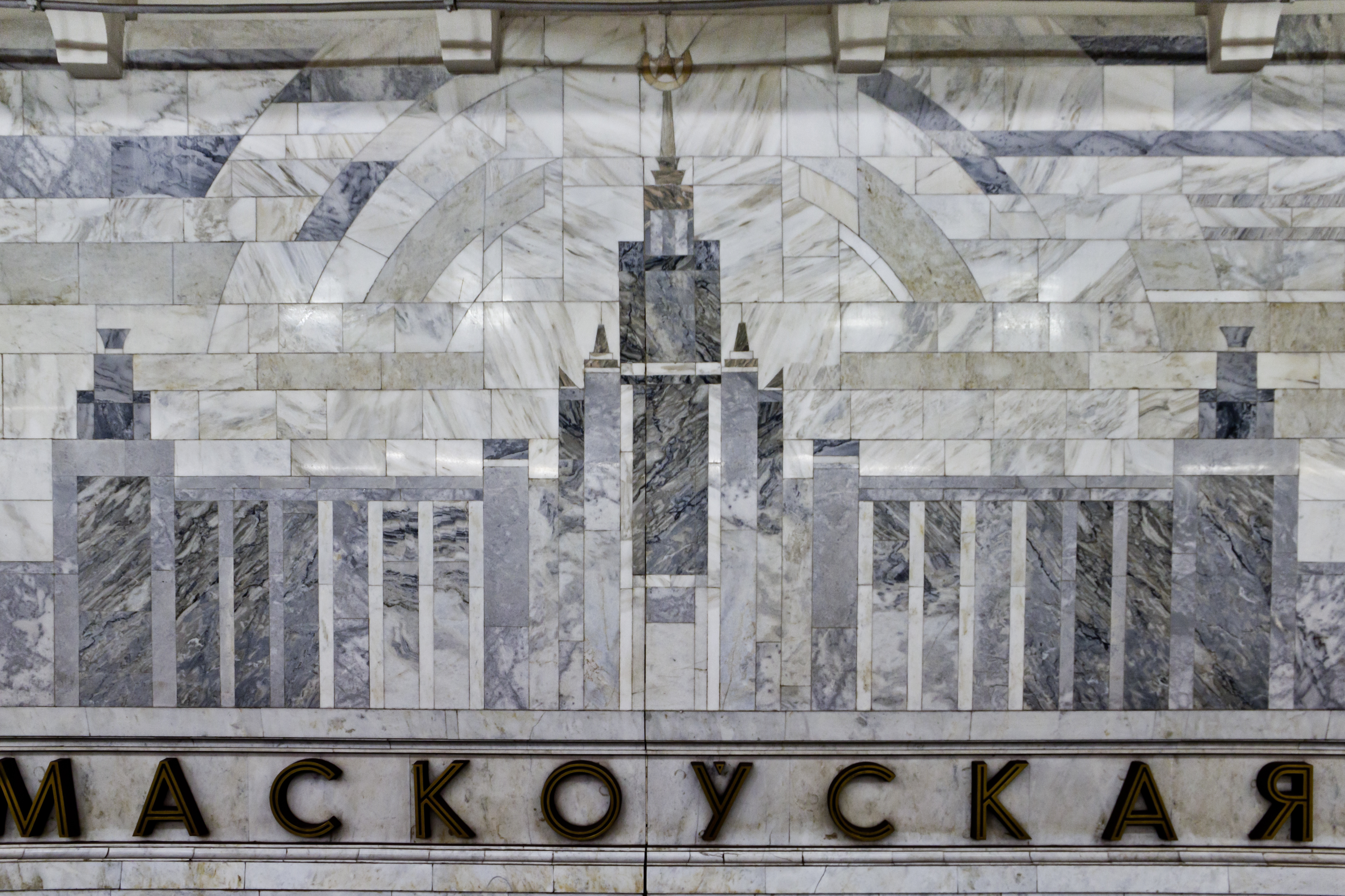
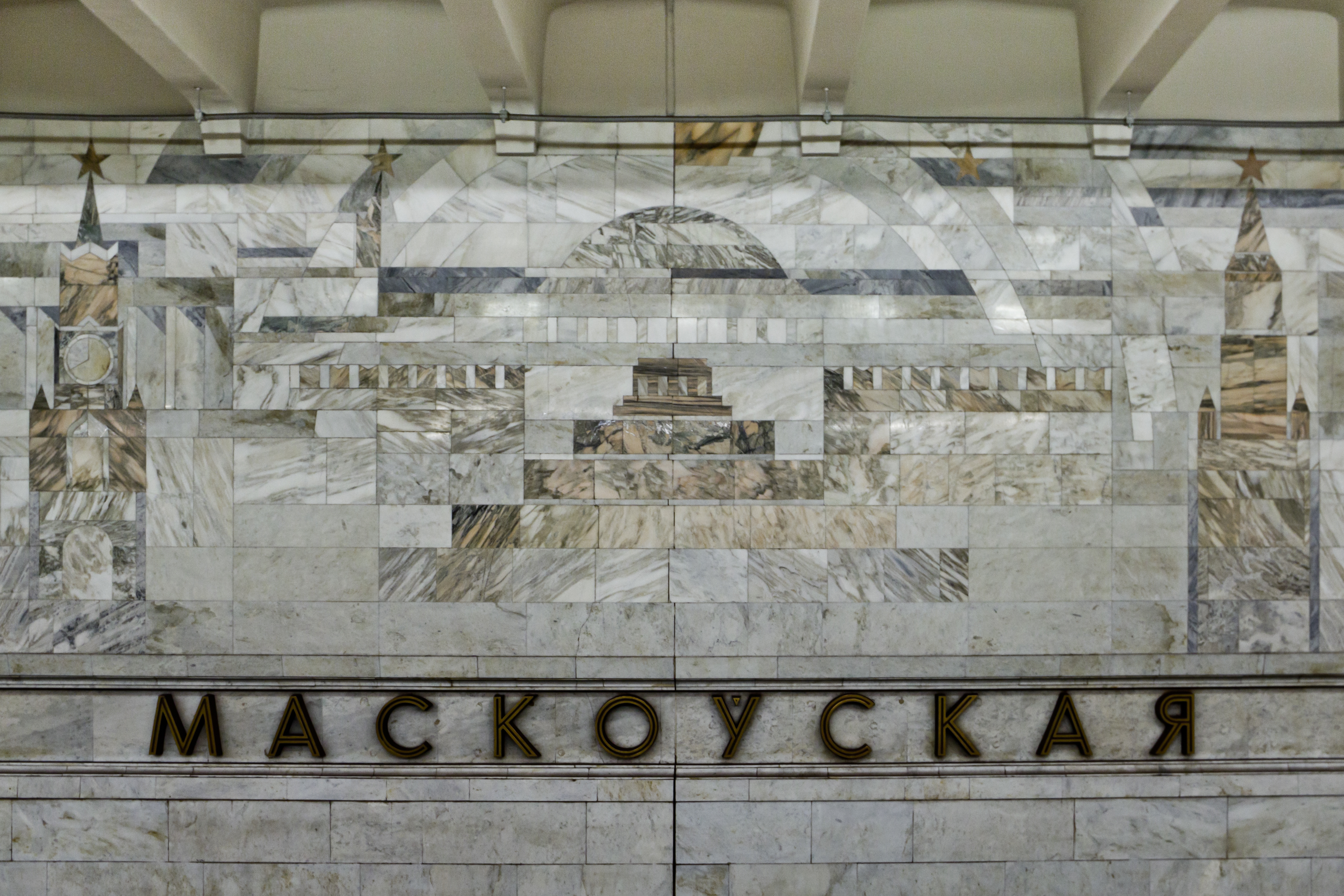

## Колійний розвиток
Станція з колійним розвитком — шестистрілочні оборотні тупики з боку станції «Схід».